# Färöarnas kulturpris
Färöarnas kulturpris (Mentanarvirðisløn landsins) är ett kulturpris från Färöarna, skapad av Landsstyret. Två stora priser utdelas en gång om året: Mentanarvirðisløn landsins, Heiðursgáva landsins, dessutom kan andra priser utdelas.

## Kulturprismottagare

### Mentanarvirðisløn landsins – Færøernes Kulturpris
Mentanarvirðisløn landsins är DKK 150.000. Pristagare:
- 2017 – Barbara í Gongini[1]
- 2016 - Rúni Brattaberg[2]
- 2015 - Annika Hoydal[3]
- 2014 - Tórbjørn Olsen[4]
- 2013 - Tróndur Patursson[5]
- 2012 - Tóroddur Poulsen[6]
- 2011 – Jóanes Nielsen
- 2010 – Sunleif Rasmussen[7]
- 2009 – Kári Leivsson (Kári P.)
- 2008 – Ebba Hentze
- 2006 – Zacharias Heinesen
- 2005 – Tita Vinther
- 2004 – Ingen
- 2003 – Hanus Kamban
- 2002 – Gunnar Hoydal[8]
- 2001 – Eyðun Johannessen
- 2000 – Ingálvur av Reyni
- 1999 – Jens Pauli Heinesen
- 1998 – Regin Dahl

### Heiðursgáva landsins – Færøernes hædersgave
Heiðursgáva landsins (Färöernas hederspris) är DKK 75.000. Pristagare:
- 2017 – Frits Johannesen[9]
- 2016 – Steinprent[10]
- 2015 – Jákup Pauli Gregoriussen, arkitekt[11]
- 2014 – Tey av Kamarinum[12]
- 2013 – Árni Dahl[13]
- 2012 – Marianne Clausen[14]
- 2011 – Kristian Blak
- 2010 – Jonhard Mikkelsen
- 2009 – Laura Joensen[15]
- 2008 – Martin Tórgarð
- 2007 – ingen
- 2006 – Jógvan Isaksen
- 2005 – Emil Juul Thomsen
- 2004 – ingen
- 2003 – Ólavur Hátún
- 2002 – Axel Tórgarð
- 2001 – Fuglafjarðar Sjónleikarafelag (Fuglefjord Teaterforening)

### Andra kulturpriser från det färöiska Kulturdepartementet

#### Sømdargáva landsins - DKK 20.000 för livet engång om året
- 2015 - Alexandur Kristiansen
- 2014 - Oddvør Johansen[16]
- 2014 - Katrin Ottarsdóttir
- 2012 - Ebba Hentze
- 2012 - Hanus G. Johansen
- 2012 - Guðrið Poulsen

#### Priset för unga konstnärer
Priset för en ung konstnär är DKK 50.000.
- 2017 – Konni Kass[17]
- 2016 – Anna Malan Jógvansdóttir[18]
- 2015 – Andreas Høgenni, filminstruktör[19]
- 2014 – Mathias Kapnas, musiker[20]
- 2013 – Trygvi Danielsen[21]
- 2012 – Silja Strøm (konstnär)[22]
- 2011 – Sakaris Stórá (filminstruktör)

#### Málrøktarvirðisløn Landsins
2010: Jóhan Hendrik Winther Poulsen

#### Extraordinära kulturpris (Serstøk virðisløn)
- 2006: Jón Hilmar Magnússon
- 2001: Ebba Hentze